# 多马尔特蒙
多马尔特蒙（法語：Dommartemont，法語發音：[dɔmaʁtəmɔ̃]）是法国默尔特-摩泽尔省的一个市镇，位于该省南部，属于南锡区。

## 地理
多马尔特蒙（48°42'47"N, 6°12'51"E）面积1.32 平方千米，位于法国大東部大區默尔特-摩泽尔省，该省份为法国东北部内陆省份，是洛林的一部分，北邻比利时、卢森堡，北起顺时针与摩泽尔省、下莱茵省、孚日省和默兹省接壤。
与多马尔特蒙接壤的市镇（或旧市镇、城区）包括：阿然库尔、埃塞莱南锡、厄尔蒙、马尔泽维尔、圣马克斯。

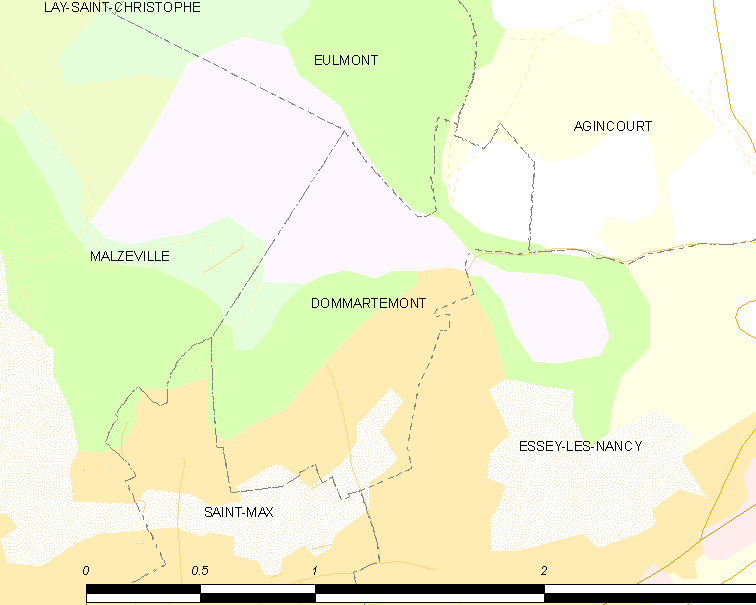
多马尔特蒙的OSM定位图

多马尔特蒙的时区为UTC+01:00、UTC+02:00（夏令时）。

## 行政
多马尔特蒙的邮政编码为54130，INSEE市镇编码为54165。

## 政治
多马尔特蒙所属的省级选区为圣马克斯县。

## 人口

1962-2008年间多马尔特蒙人口变化图示

多马尔特蒙于2022年1月1日时的人口数量为567人。